# Grande région (Suisse)
Pour les articles homonymes, voir Grande région.

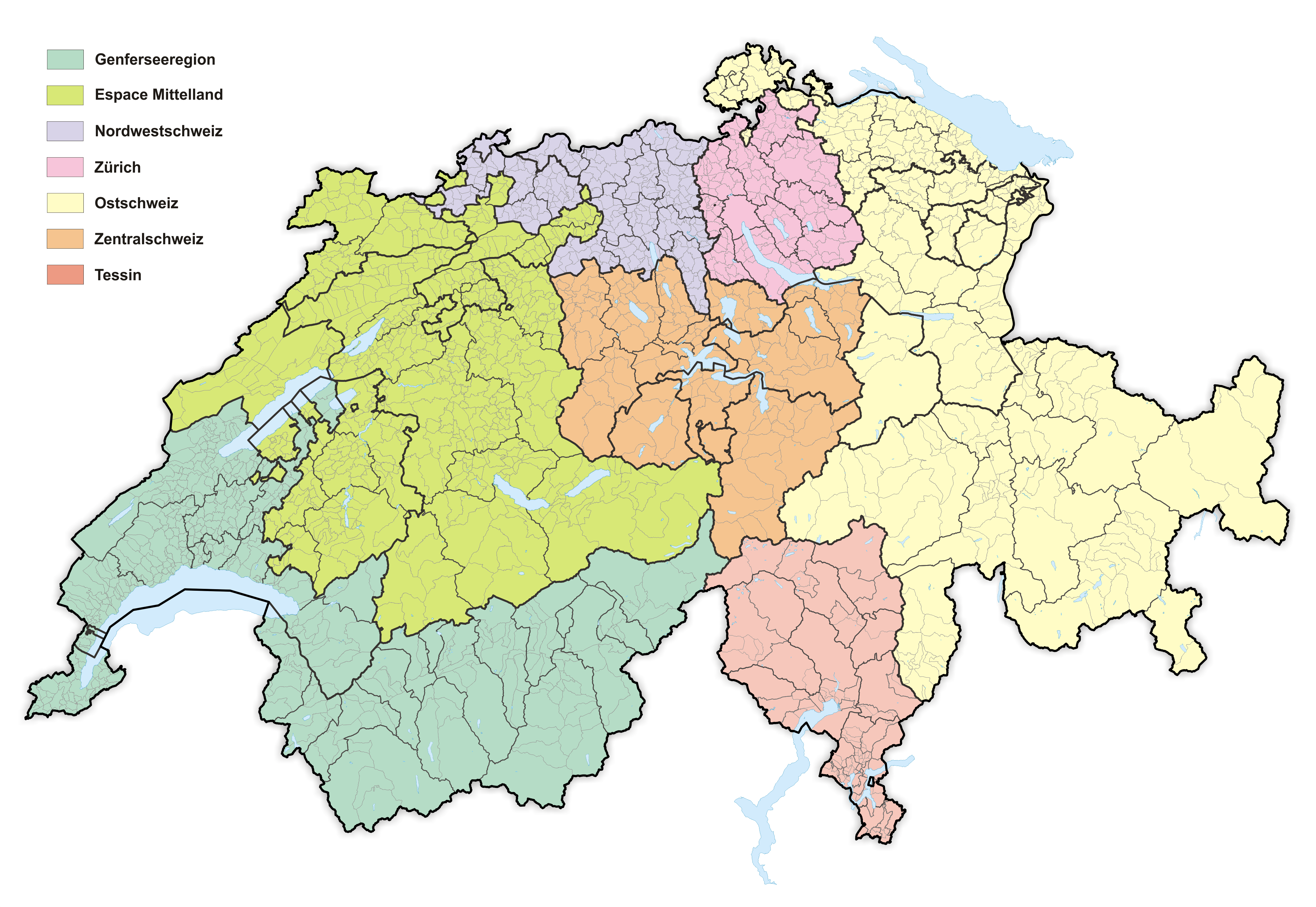
Grandes régions, avec le découpage communal en 2025.

En Suisse, une grande région est un regroupement d'un ou plusieurs cantons dans un but de comparaison statistique, régionale et internationale.
Le pays est ainsi découpé depuis 1997 en sept grandes régions, qui sont équivalentes aux régions NUTS 2  d'Eurostat (office statistique de l'Union européenne). Correspondant à un échelon obligatoire pour la statistique suisse depuis leur création, elles ne représentent toutefois pas une unité institutionnelle en tant que telle.

## Liste
| Nom                  | Cantons                                                                                                   | Superficie en km2 | Population en milliers d'habitants |
| -------------------- | --- | ----------------- | ---------------------------------- |
| Région lémanique     | Genève Valais Vaud                                                                                        | 8 718             | 1 327                              |
| Espace Mittelland    | Berne Fribourg Jura Neuchâtel Soleure                                                                     | 10 062            | 1 679                              |
| Suisse du Nord-Ouest | Argovie Bâle-Campagne Bâle-Ville                                                                          | 1 959             | 995                                |
| Zurich               | Zurich | 1 729             | 1 248                              |
| Suisse orientale     | Appenzell Rhodes-Extérieures Appenzell Rhodes-Intérieures Glaris Grisons Saint-Gall Schaffhouse Thurgovie | 11 521            | 1 048                              |
| Suisse centrale      | Lucerne Nidwald Obwald Schwytz Uri Zoug                                                                   | 4 485             | 684                                |
| Tessin               | Tessin | 2 812             | 307                                |

### Sources
- Les grandes régions sur admin.ch